# 伊万·索科洛夫
伊万·索科洛夫（Ivan Sokolov，1968年6月13日—），波斯尼亚裔荷兰国际象棋棋手、特级大师。
索科洛夫于1986年成为国际大师。1987年，晋升为特级大师。他是1988年南斯拉夫国际象棋冠军，1995年、1998年荷兰国际象棋冠军。2000年，获首届欧洲国际象棋快棋赛冠军。
索科洛夫在1999年维克安泽国际象棋超级大赛上战胜棋王卡斯帕罗夫的对局是他生涯最经典的一场胜利。